# ایمره وارادی
ایمره وارادی (انگلیسی: Imre Varadi؛ زادهٔ ۸ ژوئیهٔ ۱۹۵۹) بازیکن فوتبال اهل بریتانیا است.
از باشگاه‌هایی که در آن بازی کرده‌است می‌توان به باشگاه فوتبال منچستر سیتی، باشگاه فوتبال ماتلوک تاون، باشگاه فوتبال شفیلد یونایتد، باشگاه فوتبال وست برومویچ آلبیون، باشگاه فوتبال روترهام یونایتد، باشگاه فوتبال آکسفورد یونایتد، باشگاه فوتبال اسکانتورپ یونایتد، باشگاه فوتبال بوستون یونایتد، باشگاه فوتبال لیدز یونایتد، باشگاه فوتبال اورتون، باشگاه فوتبال لوتون تاون، باشگاه فوتبال شفیلد ونزدی، باشگاه فوتبال منزفیلد تاون، و باشگاه فوتبال نیوکاسل یونایتد اشاره کرد.